# Пау-дус-Феррус (микрорегион)

Пау-дус-Феррус на карте.

Пау-дус-Феррус (порт. Microrregião de Pau dos Ferros) — микрорегион в Бразилии, входит в штат Риу-Гранди-ду-Норти. Составная часть мезорегиона Запад штата Риу-Гранди-ду-Норти. 
Население составляет 	114 267	 человек (на 2010 год). Площадь — 	2672,636	 км². Плотность населения — 	42,75	 чел./км².

## Демография
Согласно сведениям, собранным в ходе переписи 2010 г. Национальным институтом географии и статистики (IBGE), население микрорегиона составляет:						
| Полное население                             | Полное население                             | Полное население                             | Полное население                             | 114 267 |
| -------------------------------------------- | -------------------------------------------- | -------------------------------------------- | -------------------------------------------- | ------- |
| в том числе:                                 | Городское население                          | 81 245                                       | Процент городского населения, %              | 71,10   |
|                                              | Сельское население                           | 33 022                                       | Процент сельского населения, %               | 28,90   |
|                                              | Мужское население                            | 56 462                                       | Процент мужского населения, %                | 49,41   |
|                                              | Женское население                            | 57 805                                       | Процент женского населения, %                | 50,59   |
| Плотность населения, чел/км²                 | Плотность населения, чел/км²                 | Плотность населения, чел/км²                 | Плотность населения, чел/км²                 | 42,75   |
| Население микрорегиона в % к населению штата | Население микрорегиона в % к населению штата | Население микрорегиона в % к населению штата | Население микрорегиона в % к населению штата | 3,61    |

## Статистика
- Валовой внутренний продукт на 2003 год составляет 244 750 118,00 реалов (данные: Бразильский институт географии и статистики).
- Валовой внутренний продукт на душу населения на 2003 год составляет 2144,52 реалов (данные: Бразильский институт географии и статистики).
- Индекс развития человеческого потенциала на 2000 год составляет 0,655 (данные: Программа развития ООН).

## Состав микрорегиона
В составе микрорегиона включены следующие муниципалитеты:
1. Алешандрия
2. Франсиску-Дантас
3. Итау
4. Жозе-да-Пенья
5. Марселину-Виейра
6. Парана
7. Пау-дус-Феррус
8. Пилойнс
9. Порталегри
10. Рафаэл-Фернандис
11. Риашу-да-Крус
12. Родолфу-Фернандис
13. Севериану-Мелу
14. Сан-Франсиску-ду-Уэсти
15. Таболейру-Гранди
16. Тененти-Ананиас
17. Висоза